# Sosnowka (obwód kurski)
Sosnowka (ros. Сосновка) – wieś (sieło) w Rosji, w obwodzie kurskim, w rejonie gorszeczeńskim. W 2010 liczyła 736 mieszkańców.